# Lignairolles
 Lignairolles  es una comuna y población de Francia, en la Región de Occitania, departamento de Aude, en el distrito de Limoux y cantón de la Piège au Razès.
Su población en el censo de 2017 era de 43 habitantes.
Está integrada en la Communauté de communes du Limouxin.